# Jewels Jade
Jewels Jade (San Diego, California; 13 de octubre de 1971) es una actriz pornográfica, modelo erótica y de fitness y estríper estadounidense.

## Biografía
Jewels Jade, nombre artístico de Julie Anne Wadley, nació en octubre de 1971 en la ciudad de San Diego, en California, en una familia de ascendencia alemana, inglesa e italiana. De pequeña cantaba y tocaba el acordeón, además de actuar en obras de teatro y musicales. Con 20 años, Jewels comenzó a trabajar como estríper en el Club Pacers Showgirls de San Diego, donde conoció al actor pornográfico Peter North, quien le preguntó si estaría interesada en entrar en la industria.
Jewels Jade debutó como actriz pornográfica en 2001, a los 30 años de edad. Al igual que otras tantas actrices que comenzaron con más de treinta años en la industria, por su físico, edad y atributos fue etiquetada como una actriz MILF. Su primera escena fue una de sexo anal con el actor Shane Collins en la película Escape To Sex Island.
Como actriz, ha trabajado para productoras como Diabolic Video, Brazzers, New Sensations, Mile High, Reality Kings, Naughty America, Lethal Hardcore, Evil Angel, Wicked, Elegant Angel, Penthouse, Hustler o 3rd Degree.
En 2003 recibió tres nominaciones en los Premios AVN en las categorías de Mejor actriz revelación, Mejor escena de sexo anal por Wildlife Anal Contest 2002 y a la Mejor escena de sexo en grupo por Iron Maidens.
En febrero de 2011 fue elegida Pet of the Month de la revista Penthouse.
Ha aparecido en más de 410 películas como actriz.
Algunos trabajos suyos son Anal Addicts 6, Big MILF Juggs 3, Double D Mommies, Girls Home Alone 18, In the Butt 7, Mommy Needs Cock 12, Next Friday Night, POV Wars, Raunchy o Wet and Wild Asses 2.

## Premios y nominaciones
| Año  | Ceremonia   | Resultado | Premio                                | Trabajo                    |
| ---- | ----------- | --------- | ------------------------------------- | -------------------------- |
| 2003 | Premios AVN | Nominada  | Mejor actriz revelación               | —                          |
| 2003 | Premios AVN | Nominada  | Mejor escena de sexo anal (vídeo)     | Wildlife Anal Contest 2002 |
| 2003 | Premios AVN | Nominada  | Mejor escena de sexo en grupo (vídeo) | Iron Maidens               |
| 2015 | Premios AVN | Nominada  | Premio fan: MILF más caliente         | —                          |